# Bevrijdingsmonument Bloemendaal
Het Bevrijdingsmonument Bloemendaal is een tweedelig deels artistiek kunstwerk in Bloemendaal.
Het beeld werd op 7 oktober 1949 onthuld door burgemeester Co den Tex. Het monument bestaat uit een gedenkplaat met tekst en een figuratief beeld. Het is ontworpen door architect Karel Johan Aanstoot en werd uitgevoerd door Katinka van Rood. De opdracht luidde een gedenkteken tot stand te brengen, dat bevrijding moest uitdrukken en tevens een dodenherdenking van gevallen inwoners van de gemeente Bloemendaal, aldus het Haarlem's Dagblad van 1 april 1949 (pagina 6) en 8 oktober 1949 (pagina 6). Gelden voor het monument werden vanaf mei 1946 door een comité bijeengebracht.
Het monument staat aan het Wildhoefplantsoen, een officieuze benaming voor een plantsoen, daar waar de Kennemerweg overgaat in de Hartenlustlaan. Het monument staat aldaar voor de dorpskerk met bijbehorend kerkhof; de gedenkplaat staat op de muur van het kerkhof.

 
De in een handvormstenen muur ingemetselde gedenkplaat in de vorm van een schild bevat de tekst 
Ter
 herinnering
 aan de inge
zetenen van
 de gemeente 
Bloemendaal 
omgekomen
 tengevolge
 van de tweede 
wereldoorlog
 van 1939 tot 1945.
 Het schild is opengehouden zodat het voor verbinding met het kerkhof kan zorgen.
Het vrijstaande beeld op sokkel laat een vrouwenfiguur zien met ingetogen vreugde, waarbij linker- en rechterhand naar de hemel wijzen, gezien als teken van het afwerpen van onderdrukking. De handen wijzen ook naar de kerk. Het beeld is van Portland kalksteen; in de sokkel staat 1945 vermeld.
Direct naast het beeld staat het Joods Monument (Bloemendaal).

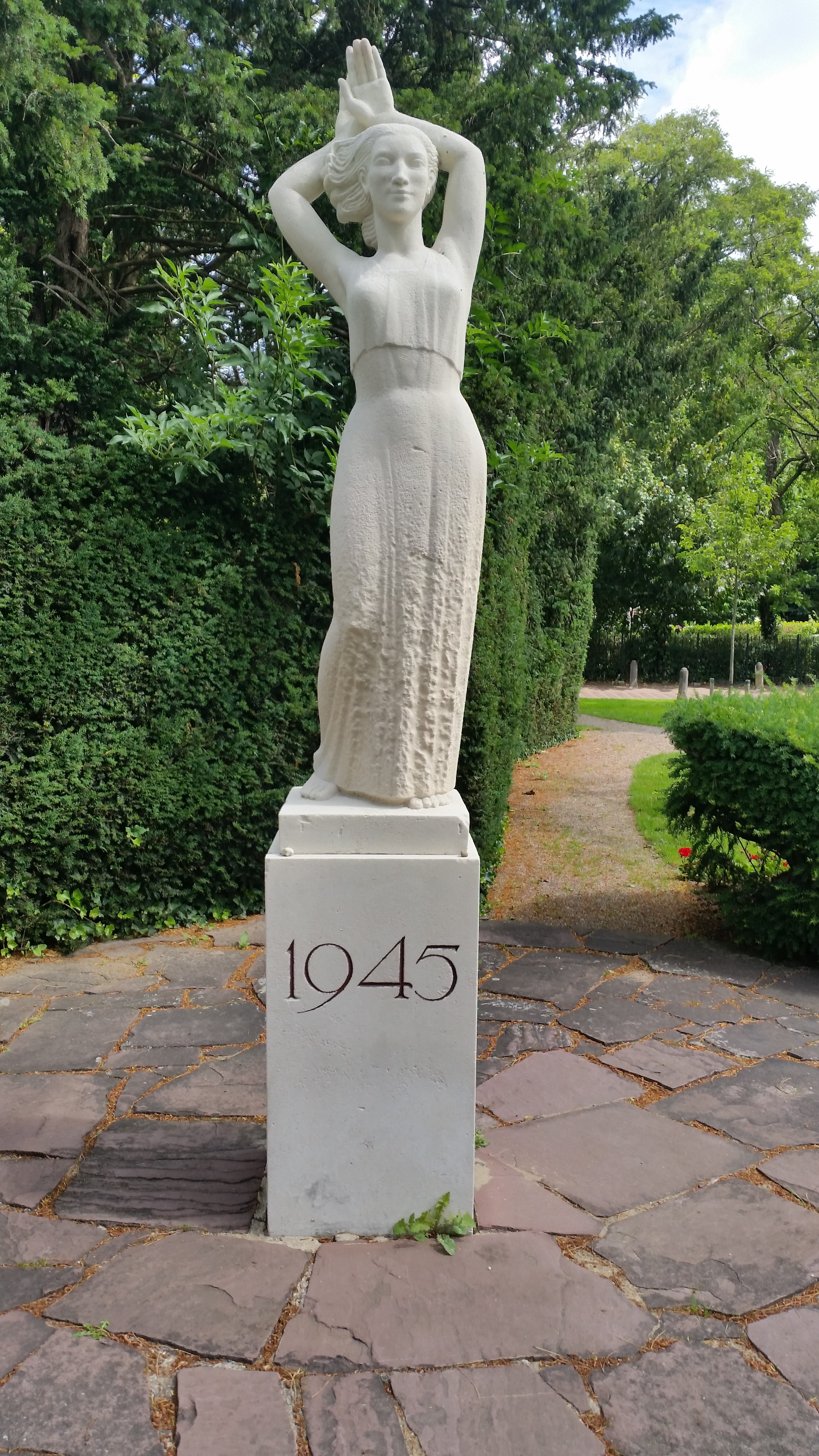
Beeld (juli 2020)

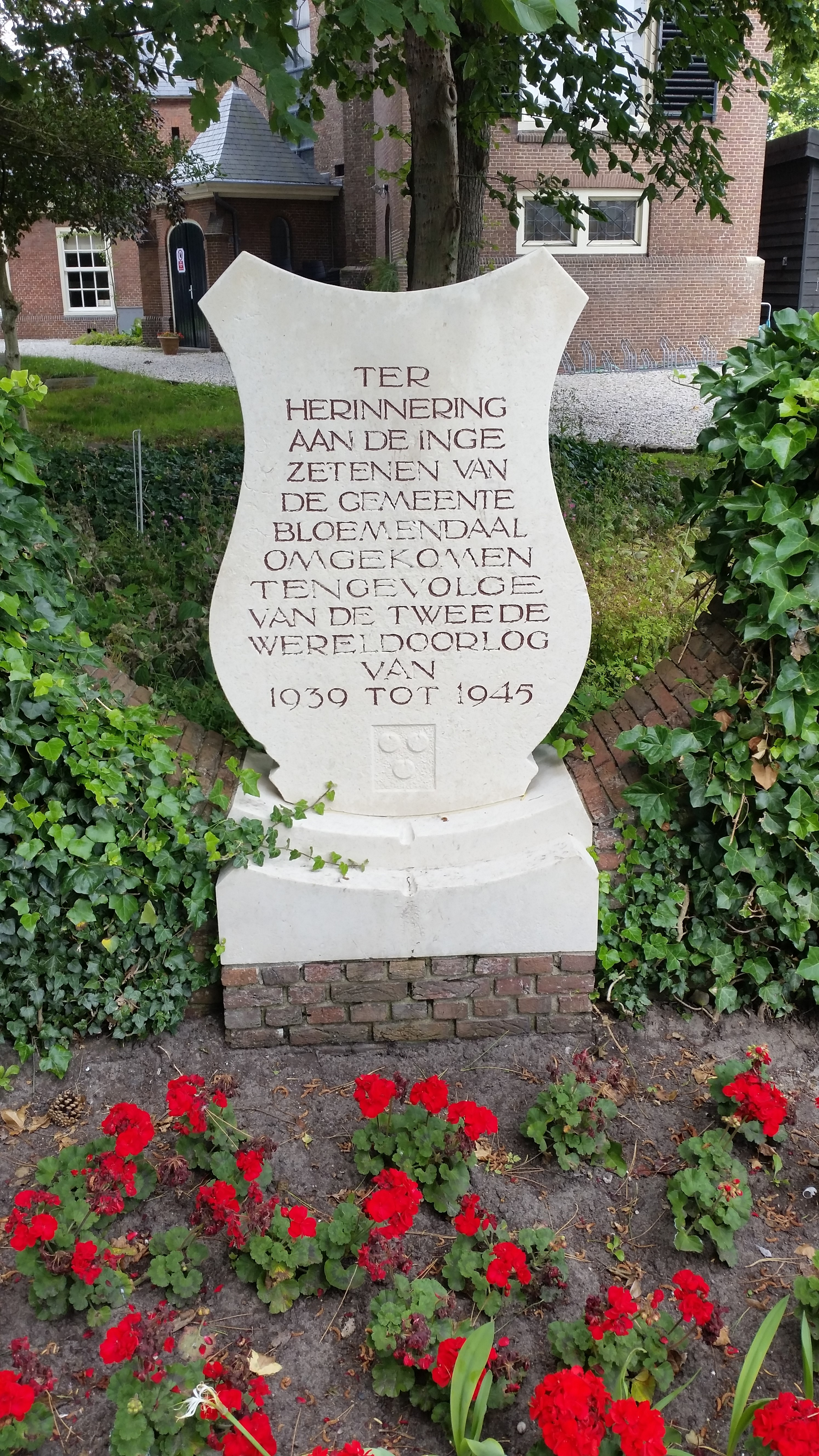
Plaat (juli 2020)